# Amidogen
Un amidogen és un compost radical de nitrogen i hidrogen que té la fórmula NH₂. Pertany al grup de les amines i se'l pot veure com una molècula d'amoníac (NH₃) que ha perdut un àtom d'hidrogen. El grup funcional NH₂ és força present a la natura, car forma part d'una gran varietat de compostos, com ara les fenetilamines. El radical lliure es troba en solucions d'amoníac perquè, igual que l'aigua, l'amoníac pateix una autoionització molecular que el separa en els seus conjugats àcids i bàsics.
2 NH
3 (aq)  NH+
4 (aq) + NH−
2 (aq)
Tanmateix, no es pot aïllar la forma lliure del radical, que només es troba en l'equilibri d'una solució d'amoníac en forma de base feble, sempre parcialment dissociada.
El nom «amidogen» es compon de l'arrel «amida» i el sufix «-ogen», que junts tenen el significat de «generador d'amides».